# Feg Murray
Frederic Seymour („Feg“) Murray (* 15. Mai 1894 in San Francisco, Kalifornien; † 16. Juli 1973 in Carmel-by-the-Sea, Kalifornien) war ein US-amerikanischer Leichtathlet. 

## Karriere
Murray wurde 1915 US-amerikanischer Meister im 110-Meter-Hürdenlauf und im 200-Meter-Hürdenlauf. Über die längere Distanz verteidigte er seinen Titel im folgenden Jahr erfolgreich.
Im Finale des 110-Meter-Hürdenlaufs der Olympischen Spiele 1920 in Antwerpen gewann Murray die Bronzemedaille in 15,2 Sekunden hinter dem Kanadier Earl Thomson, der in der Weltrekordzeit von 14,8 Sekunden Olympiasieger wurde, sowie seinem Landsmann Harold Barron in 15,0 Sekunden.